# Habeas data
El habeas data (del latín: 'tener datos presentes') es una acción jurisdiccional propia del derecho, normalmente constitucional, que confirma el derecho de cualquier persona física o jurídica para solicitar y obtener la información existente sobre su persona, y de solicitar su eliminación o corrección si fuera falsa o estuviera desactualizada. 
Este derecho aplica a información almacenada en registros o banco de datos de todo tipo, ya sea en instituciones públicas o privadas, y en registros informáticos o no. El derecho habeas data puede cobijar también el concepto de derecho al olvido, esto es, el derecho a eliminar información que se considera obsoleta por el transcurso del tiempo y ha perdido su utilidad. En términos más específicos el habeas data es una acción que puede realizar cualquier ciudadano cuando sus datos no son válidos, alguna deuda que no sea real, etc. 
Este derecho se ha ido expandiendo y comenzó a ser reglamentado tanto por leyes de habeas data como por normas de protección de datos personales, que suelen tener un capítulo procesal donde se describe el objeto de la acción de habeas data, la legitimación pasiva y activa, y la prueba y la sentencia. También se ha encomendado a organismos de control la vigilancia sobre la aplicación de estas normas de habeas data. En diversos países, como Colombia, Argentina, España, Francia, Alemania, Canadá, Estados Unidos, Bélgica, Uruguay entre otros, existen organismos de control que tienen por misión supervisar el tratamiento de datos personales por parte de empresas e instituciones públicas. También se suele exigir una declaración de los ficheros de carácter personal para generar transparencia sobre su existencia.

## Aspectos delhabeas data

### El acceso a la información pública
El derecho de acceso a la información pública surge del derecho a la información en general. El derecho de acceso a la información pública es entonces un derecho subjetivo perfecto, por lo que formulada una petición en tal sentido, genera una obligación del Estado de brindar información solicitada, salvo algunas excepciones legales.
El derecho de acceso a la información pública surge de la necesidad de transparencia y como una exigencia democrática. La transparencia, se ha dicho, tiene una triple finalidad: el derecho a saber, el derecho a controlar y el derecho a ser actor (y no simple espectador) en la vida pública. 
En la vida diaria, las personas generamos cada vez más información, tanto en el ámbito privado como en el público. Esa información se almacena, en distintas formas en las instituciones con las que interactuamos: empresas, institutos de enseñanza, bancos, organismos públicos. La cultura de la transparencia facilita el flujo de información, contemplando el derecho de todos los ciudadanos a obtenerla. El ejercicio del derecho de obtener información pública genera muchas ventajas: mejora la calidad de la democracia, la gestión administrativa es más transparente, percibimos mayor eficacia institucional y confiamos más en un Estado que está a nuestro servicio.
El derecho de acceso a la información pública se basa en varios principios, a saber:
1. Libertad de información: Todos tenemos derecho a acceder a la información pública, con la única excepción de la clasificada como reservada,  confidencial y secreta según lo establecido por la ley.
2. Máxima publicidad: Los organismos públicos deben proporcionar la información de la forma más amplia posible estando excluidas únicamente las excepciones.
3. Divisibilidad de la información: Si un documento tiene información que pueda ser conocida e información que debe negarse, se dará acceso a la primera y no a la segunda.
4. Ausencia de ritualismos: En los procedimientos establecidos para el acceso a la información pública se deben eliminar las exigencias y ritualismos que entorpezcan o impidan el ejercicio del derecho.
5. No discriminación: Los organismos públicos deberán entregar la información a quien lo solicite sin discriminación de ningún tipo.
6. Oportunidad: Los organismos públicos deberán entregar la respuesta de las solicitudes recibidas en tiempo y forma, cumpliendo con los plazos establecidos por la ley.
7. Responsabilidad: En caso de no cumplimiento, los Organismos públicos son pasibles de responsabilidad y de las sanciones que correspondan según la ley.
8. Gratuidad: El acceso a la información pública es gratuito, a excepción de los costos de reproducción en los casos que corresponda.

### La protección de datos personales
Esta noción de protección de datos personales constituye un Derecho Humano Fundamental de cuarta generación, fuertemente vinculado a la creciente globalización, al rápido avance de nuevas tecnologías y la democratización en el acceso a la información. 
Esta garantía no pretende ir contra la utilización y desarrollo de las nuevas tecnologías, sino contra su uso incorrecto cuando atenta contra ciertos derechos inherentes a la calidad humana. La existencia de este Instituto de Habeas Data no es contraria a la de registros públicos o privados de información, sino que pretende ser una herramienta eficaz que asegure la veracidad de sus contenidos.
En este sentido dispone el Pacto de Derechos Civiles y Políticos de Naciones Unidas en su artículo 17 ‘Nadie será objeto de injerencias arbitrarias o ilegales a su honra o a su reputación. Toda persona tiene derecho a la protección de la ley contra tales injerencias o ataques’. Por su parte el Pacto de San José de Costa Rica agrega que toda persona tiene derecho al reconocimiento de su dignidad. Nadie puede ser objeto de ataques ilegales en su vida privada, su familia, su domicilio o su correspondencia. Más precisamente prevé su artículo 14 que ‘Toda persona afectada por informaciones inexactas o agraviantes emitidas en su perjuicio y que se dirijan al público en general, tiene derecho a efectuar su rectificación o respuesta’.
Se reconoce el derecho a informar y a estar informado, pero también como inherente a todo individuo el respeto de la esfera personal y su entorno familiar, social, profesional.
Ésta tutela comprende dos dimensiones. Una previsión de no realizar cierta conducta, vedándose la intrusión de terceros en el ámbito privado del sujeto. A tal fin se prohíbe el tratamiento de datos personales que revelen origen racial o étnico, opiniones políticas, convicciones religiosas o filosóficas, filiación sindical y datos relativos a la salud o a la sexualidad del individuo.
Además, una dimensión positiva, que comprende la posibilidad de disponer y controlar los datos que a él le conciernen. Esta facultad de conocer el contenido de los registros, quién dispone de dicha información y que uso le da, incluye el poder de oponerse a esa posesión y empleo de los datos, pudiendo requerir que se rectifiquen o cancelen en caso de no ser fiel reflejo de la realidad. Todo esto no obstante las eventuales responsabilidades por los daños y perjuicios producidos. 
La afectación de Derechos Humanos como el derecho a la privacidad, intimidad, a la dignidad, dependerá del uso al que se sometan las bases de datos. Es así que el tratamiento de los datos personales debe ser ajustado a ciertas reglas, contando su titular con acciones que operen de plena garantía para su protección en casos de afectación. 
Se persigue de esta manera la protección del derecho a la intimidad de las personas. Pues como manifiesta el profesor Dr. Carlos Delpiazzo 'frente al poder informático de quienes pueden acumular informaciones sobre cada persona en cantidades ilimitadas, de memorizarla, usarla y transferirla como mercancía, el derecho a la intimidad se configura como una nueva forma de libertad personal'. 
Es imperante entonces velar por el aprovechamiento de todos los individuos de los beneficios que implican las nuevas tecnologías, en particular de las tecnologías de la información y de las comunicaciones, siempre en conformidad con la observancia del ejercicio de los derechos humanos como factor guía para su desarrollo. 

### Concurrencia del derecho de acceso a la información y el derecho de protección de datos personales
Es desde el reconocimiento del derecho de acceso a la información pública que se generan colisiones con otros intereses jurídicamente tutelados, en particular con el derecho humano fundamental de protección de datos personales. Es por ello la necesidad de buscar un equilibrio que los atienda y contemple a ambos.
Esta armonización significará que si el ejercicio del derecho de acceso a la información implica una afectación de la esfera personal de un sujeto, el propósito perseguido por aquel deberá ceder su lugar frente a ese límite, a fin de proteger el contenido del derecho que vela por la intimidad de las personas. Por su parte, la reserva de los datos personales no afecta la esencia subjetiva que el derecho de información persigue. 
Todos los derechos fundamentales son primordiales, reclaman respeto, tutela y se comunican dentro un sistema completo, donde se interrelacionan dependiendo entre sí y en el que a veces es necesario uno prime sobre otro. Esta supeditación nunca es absoluta y no implica que el derecho sea derrotado, sino que en la ponderación otro aparece como más significativo y adquiere fuerza sobre la base de su mayor peso al momento de fundamentar la decisión en la elección de ambos.

### Acceso electrónico de los ciudadanos a los servicios públicos
Es el derecho de todo ciudadano a relacionarse con las administraciones públicas por medios informáticos. Se trata de  la posibilidad del individuo de realizar por medios electrónicos  (telemática) trámites y procedimientos, excepto aquellos donde la normativa establezca limitaciones al acceso de la información.

## Implementación en diferentes países

### Argentina
La Constitución Nacional establece en su artículo 43:

Toda persona podrá interponer esta acción para tomar conocimiento de los datos a ella referidos y de su finalidad, que consten en registros o bancos de datos públicos, o los privados destinados a proveer informes, y en caso de falsedad o discriminación, para exigir la supresión, rectificación, confidencialidad o actualización de aquéllos. No podrá afectarse el secreto de las fuentes de información periodística.

El habeas data se encuentra regulado por la ley de protección de datos personales sancionada en el año 2000 y por diversas leyes subnacionales.

### Colombia
El marco regulatorio del Habeas Data en Colombia se ha venido consolidando poco a poco a partir de la incorporación de su reconocimiento en la Constitución de 1991, en cuatro fases claramente identificadas. 
Primero, la jurisprudencia nacional, por sobre todo la surgida del órgano de cierre constitucional como lo es la Corte Constitucional. Luego, una segunda fase con la aparición de normas especiales, la Ley 1266 de 2008 para información financiera, la que surge de la mano de normativa penal de los delitos informáticos consagrados en la Ley 1273 de 2009. Una tercera fase con el desarrollo de la normativa general de datos personales de personas naturales con la Ley 1581 de 2012. Y una cuarta fase de reglamentación administrativa, con la puesta en funcionamiento del sistema de registro de bases de datos personales o registro de ficheros (RNBD) ante la Superintendencia de Industria y Comercio.

### Uruguay
El Derecho al Acceso a la Información Pública está consagrado en la Constitución de Uruguay. La Ley que regula el acceso al derecho de todos los ciudadanos a la información Pública es la N° 18.381, que fue promulgada el 17 de octubre de 2008 y reglamentada por el decreto 232/2010.
Establece el derecho a:
- Solicitar información a todos los Organismos públicos, sea estatal o no
- Recibir información completa, veraz, dentro de los veinte días hábiles siguientes a la solicitud.
- Acceder a toda la información pública, excepto la secreta y aquella clasificada como confidencial o reservada de acuerdo a la ley
- Acceder gratuitamente a la información pública
- Obtener información permanente a través de las páginas web de Organismos públicos
- Acudir ante la justicia en caso de que sea negado el acceso a la información
- Denunciar ante la Unidad de Acceso a la Información Pública cualquier conducta violatoria de la ley por parte de un Organismo Público

### Perú
La Constitución de 1993 reconoce ese derecho en el artículo 200. Fue implementada por primera vez en las sesiones legislatorias de 1994. Salvo la impresión, el acceso no tiene coste alguno. El artículo 2 de la indicada constitución excluye la reproducción de información considerada de privada. En 2011 se promulgó la Ley de Protección de Datos Personales que fue aplicada en 2015. El Código Procesal  Constitucional posee los artículos 61 a 65 sobre ese elemento.

## Regulaciones

#### Constituciones
- Argentina.
- Bolivia.
- Brasil.
- Colombia.
- Ecuador.
- Constitución Política de Nicaragua.
- España (artículo 18).
- Honduras.
- Panamá.[9]
- México.[10]
- Paraguay.[11]
- Perú.
- República Dominicana.
- Uruguay.
- Venezuela.

#### Leyes
- Argentina: Ley 25.326 - Protección de los Datos Personales (octubre de 2000)
  - Ley 1.845 Ciudad Autónoma de Buenos Aires http://www.gob.gba.gov.ar/legislacion/legislacion/l-14214.html
  - Ley 7447 Provincia de San Juan
  - Ley 3246 Provincia de Río Negro
  - Ley 4360 Provincia del Chaco
  - Ley 4244 Provincia de Chubut
- Bolivia Ley 2631 Art. 23, reformada en 2004 - Constitución Política del Estado Arts. 103 y 131
- Chile (artículo 12 de la ley 19.628)
- Colombia[12] Decreto 1377 de 2013 Por el cual se reglamenta parcialmente la Ley 1581 de 2012.
- España: Ley Orgánica 3/2018 de Protección de Datos Personales y garantía de los derechos digitales.
- México[13]
- Nicaragua Ley de Acceso a la Información, Ley de Protección de datos personales y su decreto reglamentario
- Panamá Ley 6 del 22 de enero de 2002.[14]
- Paraguay Artículo 135 de la Constitución Nacional
- Perú Código Procesal Constitucional Art I al X, 61 al 65; Ley Orgánica del Tribunal Constitucional; Ley 29733 Protección de Datos Personales; Ley 26470; Ley 27806 Art 1 al 11; y Ley 27444 Art I, 131 al 134.
- Uruguay: Leyes 18.331 y 18.381, de agosto y noviembre de 2008 respectivamente.
- Guatemala: Ley de Acceso a la Información Pública, decreto 57-2008.

#### Reconocimiento jurisprudencial
- España: Sentencia 292/2000 de 30 de noviembre del Tribunal Constitucional,[15] que reconoce el derecho a la protección de datos como un derecho autónomo del derecho a la intimidad.

- El Salvador: en 2004 se reconoció, por primera vez y mediante sentencia de la Corte Suprema de Justicia, como derecho fundamental de todos los salvadoreños la protección de datos o autodeterminación informativa, derivado de un proceso de amparo constitucional que el abogado Boris Rubén Solórzano interpuso contra una empresa dedicada a la recopilación y comercialización de información crediticia, DICOM. Por ahora, la figura del habeas data solo puede ser analizada por la misma Corte Suprema de Justicia, al no existir una ley especial que regule la protección de datos en El Salvador. Actualmente el abogado Boris Solórzano es Presidente de la Asociación Salvadoreña para la Protección de Datos e Internet, INDATA de El Salvador.[16] El presidente de INDATA, Lic. Boris Solórzano, presenta el 10 de diciembre de 2007 -Día Internacional de los Derechos Humanos- una demanda en la Corte Suprema de Justicia de El Salvador contra la empresa Infornet S.A. de C.V. por comercializar con 4 millones de datos personales de salvadoreños sin control alguno y sin el consentimiento de los titulares, violentando el derecho a la protección de datos de todos esos salvadoreños, derecho fundamental ya reconocido por la jurisprudencia del mismo tribunal en 2004, volviéndolo un mandato constitucional de obligatorio cumplimiento, derivado del artículo 2 de la Constitución que regula el derecho a la intimidad, solicitando un habeas data colectivo. En dicha demanda se usó la jurisprudencia Argentina de la Unión de Usuarios versus Citibank, donde se reconoció que una asociación de consumidores estaba legitimada para representar intereses colectivos de los afectados. El 5 de marzo de 2011 la Corte Suprema de Justicia le da la razón a INDATA y condena a Infornet por violar el derecho a la protección de datos o autodeterminación informativa de los salvadoreños que tienen en su base de datos con fines comerciales. Además, le prohíbe vender los datos personales sin el consentimiento del titular de los mismos. Amparo 934-2007. www.csj.gob.sv[17]
- Argentina: la Cámara Comercial en el caso "Unión de Usuarios v. Citibank" condenó a la entidad financiera por compartir datos con terceros sin permiso y se declaró la legitimación activa de una asociación de consumidores para demandar por la vía de habeas data.[18]
- Perú: La sentencia 1797-2002-HD/TC establece el tratamiento de la información almacenada en un registro del Estado, sean computarizados o no.[8]